# Polytrichum glabrum
Polytrichum glabrum är en bladmossart som beskrevs av Bridel och Schrader 1803. Polytrichum glabrum ingår i släktet björnmossor, och familjen Polytrichaceae. Inga underarter finns listade i Catalogue of Life.